# Teucrium ramosissimum
Espèce
Teucrium ramosissimum est une espèce de plantes à fleurs endémique d'Afrique du Nord.

## Description
Cette description est extraite de Quézel et Santa 1963, p. 791
- Port général : Plante des rochers calcaires verticaux.
- Appareil végétatif : Tiges ligneuses, grêles et flexueuses, souvent décombantes, peu élevées, (5-20 cm). Feuilles cunéiformes à limbe pas plus long que large, longuement pétiolées, vertes en dessous, simplement pubescentes.
- Appareil reproducteur : Inflorescences en épis très denses. Fleurs de 10-12 mm. Calice de 4-6 mm, à dents longuement aiguës sétacées. Corolle blanc-jaunâtre.

## Synonymes
Cette liste de synonymes hétérotypiques est extraite de la Base de données des plantes d'Afrique (BDPA) (13 juillet 2013).
- Teucrium ramosissimum var. getulum (Maire) Quézel & Santa
- Teucrium saxatile var. getulum Maire (1916)
- Teucrium saxatile auct. Afr. N non Lam.

## Localisation
Cette espèce, endémique d'Afrique du Nord (Base de données des plantes d'Afrique (BDPA) (13 juillet 2013)), est présente :
- en Tunisie, dans le Djebel Bou Hedma, le Djebel Sned (Pottier-Alapetite 1981, p. 772) et le Djebel Orbata près de Gafsa (Ben Sghaier et al. 2012, p. 3819) ;
- en Algérie, près des frontières (Quézel et Santa 1963, p. 791) ;
- au Maroc.

## Utilisations
Dans la région de Gafsa, cette plante, appelée Hachichat Belkacem Ben Salem, est employée contre les ulcères de l'estomac et pour favoriser la cicatrisation des plaies (Ben Sghaier et al. 2012, p. 3819).
Des extraits de cette plante contiennent des composés antioxidants et cytotoxiques pouvant être intéressant en chimiothérapie (Ben Sghaier et al. 2012, p. 3824).